# Ageratina
Ageratina là một chi thực vật có hoa trong họ Cúc (Asteraceae).

## Loài
Chi Ageratina gồm các loài: